# Мелети
Мелети (итал. Meleti) — коммуна в Италии, располагается в регионе Ломбардия, в провинции Лоди.
Население составляет 450 человек (2008 г.), плотность населения составляет 64 чел./км². Занимает площадь 7 км². Почтовый индекс — 26843. Телефонный код — 0377.
Покровителем коммуны почитается святой Христофор, празднование в третье воскресение сентября.

## Демография
Динамика населения:

## Администрация коммуны
- Официальный сайт: